# 交叉笛鯛
交叉笛鯛（学名：Lutjanus decussatus），又稱斜帶笛鯛，俗名紅槽，為輻鰭魚綱鱸形目鱸亞目笛鯛科的一個種。

## 分布
本魚分布於印度西太平洋區，包括斯里蘭卡、印度東南部、安達曼海、泰國、緬甸、馬來西亞、菲律賓、印尼、琉球群島、中國南海和台灣等海域。

## 深度
水深2至30公尺。

## 特徵
本魚體長橢圓形，背緣呈弧狀彎曲。兩眼間隔平坦。前鰓蓋缺刻不顯著。上下頜兩側具尖齒，外列齒較大；上頜前端具犬齒數顆；下頜前端則為排列疏鬆之圓錐狀齒；鋤骨齒帶三角形，其後方無突出部；腭骨亦具絨毛狀齒；舌面無齒。體被中大櫛鱗，頰部及鰓蓋具多列鱗；背鰭、臀鰭和尾鰭基部大部分亦被細鱗；側線上方的鱗片斜向後背緣排列，下方的鱗片則與體軸平行。體色以白色為底，體側有5條暗褐色或紅色的縱帶，其中前三條較粗皆起於頭部中間約有5至6條同色橫帶貫穿其上形成方格；而第4條起自胸鰭處，第5條則起自口角。鰭軟硬鰭條部間無明顯深刻；臀鰭基底短而與背鰭軟條部相對；背鰭硬棘10枚，軟條13至14枚；臀鰭硬棘3枚，軟條8至9枚；胸鰭長，末端達臀鰭起點；另尾鰭基部有一大黑斑。尾鰭中央略凹，幾成截形。體長可達35公分。

## 生態
在近岸處或離岸較遠的礁區均可見到其蹤跡，屬肉食性以甲殼類、魚類為食。單獨或成群活動。

## 經濟利用
食用魚，新鮮時可作生魚片，另可紅燒或煮湯食用之。

## 扩展阅读
維基物種上的相關：交叉笛鲷